# 貴子坑親山步道
貴子坑親山步道，是位於台灣台北市北投區秀山里北部的一條親山步道，其中一小段跨境至新北市淡水區坪頂里。

## 歷史
貴子坑親山步道原本分成兩部分：位於西側的「貴子坑步道」及位於東側的「下菁礐步道」南半段，兩者大致以直角連接於貴子坑拓印亭旁的叉路口。

### 貴子坑步道、下菁礐步道分立時期

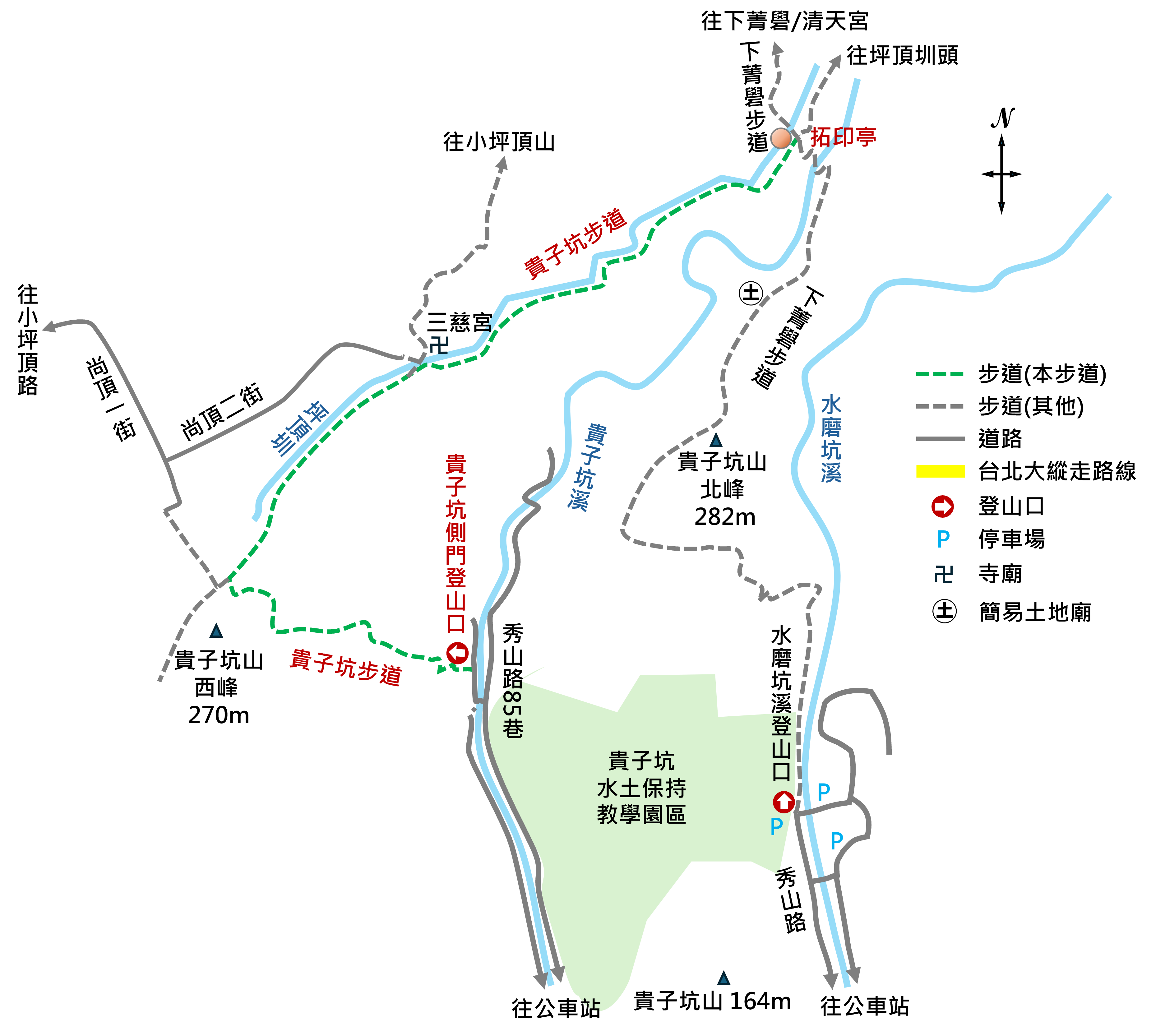
貴子坑步道路線圖

「貴子坑步道」是貴子坑地區通往小坪頂台地、坪頂圳的捷徑，登山口位於秀山路85巷95號旁，名為「貴子坑側門登山口」。該步道登上小坪頂台地後右轉，續行一小段路後便沿著「坪頂圳」左岸而行，最終止於貴子坑拓印亭旁的「下菁礐步道」叉路口。若於該處續行，可前往坪頂圳取水口。

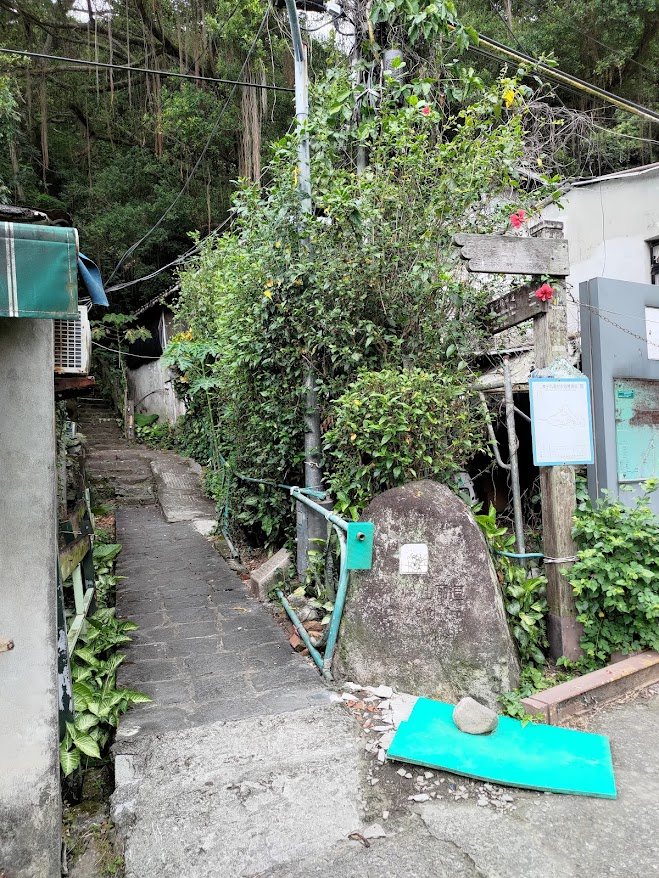
貴子坑側門登山口

至於「下菁礐步道」，則是水磨坑地區通往下菁礐地區的捷徑，登山口位於秀山路底的水磨坑溪旁，也就是「貴子坑水口保持教學園區」正門階梯左前方，名為「水磨坑溪登山口」。該步道先沿著水磨坑溪右岸而行，其後左轉並開始越嶺，經過貴子坑拓印亭旁的貴子坑步道叉路口後續行，最終到達下菁礐聚落，並止於聚落東北側的復興三路521巷。

### 貴子坑親山步道時期

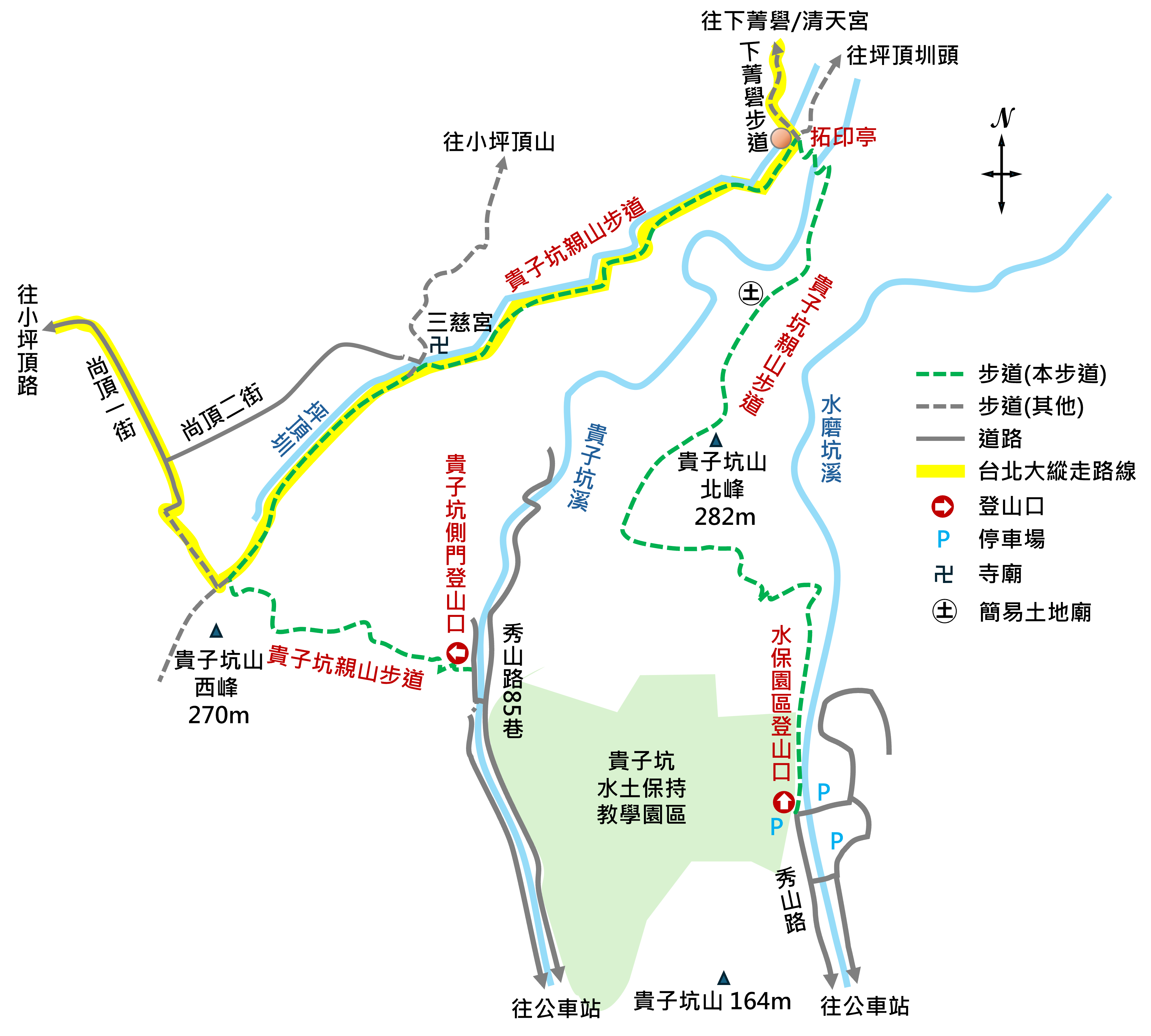
貴子坑親山步道路線圖

貴子坑親山步道設立初期，只是將貴子坑步道及下菁礐步道南半段（貴子坑拓印亭以南）整合起來，並賦與一個統整性的名稱而已。在官方地圖上，各路段原有的步道名稱依然保留。
其後在官方地圖上不再標示各路段原有的步道名稱，而且將下菁礐步道起點改標示在拓印亭旁叉路口，並將水磨坑溪登山口改名為「水保園區登山口」。
貴子坑親山步道坪頂圳路段及下菁礐步道北半段（貴子坑拓印亭以北），為臺北大縱走第一段（捷運關渡站至二子坪遊客服務站）當中的一部分。

## 交通
最近的公車站為「貴子坑側門登山口」往南約1.0公里、秀山路秀山橋旁的「貴子坑水口保持園區」站，公車216、218、223皆有停靠。另外，再往南約300公尺處的「致遠新村」站則為公車小6、小7的終點站。
最近的捷運車站則為距離「貴子坑側門登山口」約2.3公里的捷運復興崗站。